# 洗濯糊
洗濯糊（せんたくのり）は、衣類の感触を改善したり型崩れを防止するために使用される薬剤。ワイシャツやシーツなどにパリッとした感触をもたらし、汚れが付着しにくくなる効果もある。

## 成分
洗濯のりの成分は、化学糊と、デンプンを主成分とした天然糊とに大別できる。

### 化学糊
化学糊は、半合成糊と合成糊に分類できる。

#### 半合成糊
加工デンプンやカルボキシメチルセルロース (CMC) を主成分とする。

#### 合成糊
- ポリ酢酸ビニル(PVAc) 洗濯機に投入することで、糊付けが可能。水に対してある位程度の耐水性がある。この特性は、逆に糊落ちが悪いとも言え、衣類の用途によっては欠点になる場合もある。

- ポリビニルアルコール (PVA) PVAcよりも耐水性が低いが、糊落ちがよいとも言える。
- 耐熱性ポリマー 上記二種の合成糊は、耐熱性がなくため焦げるので、糊付け部分にアイロンをかけることはできない。糊付け後に、アイロン掛けする部位には、耐熱性ポリマーを原料とする洗濯糊が用いられる。耐熱性ポリマーとは、物質名ではなく「耐熱性を有する高分子」を意味する総称である。したがって、その特性は物質により異なる。一般に、PVAcやPVAよりも高価である。

### 天然糊
- 家庭で片栗粉や小麦粉、コーンスターチを材料にして作ることもできる。しかし、カビや虫害による変質のおそれがあるため、糊付けしたままの保管には適さない。

## 剤形
洗濯糊の剤形は、液状・ジェル状・粉末・スプレータイプなどがある。一般的には、液状や粉末のものはすすぎの後、脱水前に糊を溶いた液に衣類を漬け込む。スプレータイプのものはアイロン掛け時に使用し、襟元など部分糊付けに適する。

## 日本で市販されている主な洗濯糊
- カネヨノール（カネヨ石鹸） - PVAを主成分としたジェルタイプ
- ハイクリーチ（大阪糊本舗） - PVAを主成分としたジェルタイプ
- キープスターチ（大阪糊本舗） - PVAcを主成分としたジェルタイプ
- クラノール（株式会社永久糊） - PVAを主成分としたジェルタイプ
- 北国ノール（北国糊糧工業） - PVAを主成分としたジェルタイプ
- シルバーキング（シルバー化成工業所）- PVAを主成分としたジェルタイプ
- ホーライ糊（ホーライ糊工業）
- ダイヤ糊（ダイヤ糊工業）

このほか、マルフクケミファ、ロケット石鹸などからも発売されている。

## 日本で終売となった製品
- カンターチ（ジョンソン） - 天然糊を主成分としたスプレータイプ。2015年終売[1]。
- キーピング（花王） - 洗濯機用とアイロン用とがある。2022年終売

## 参考資料
- 洗濯糊の種類とでんぷん糊の作り方 - 石鹸百科：株式会社 石けん百貨（旧・生活と科学社）